# Radio Bob
Radio Bob (Eigenschreibweise: RADIO BOB! Deutschlands Rockradio) ist ein privater Rundfunksender der Regiocast in Hessen, der seit dem 5. August 2008 aus Kassel sendet. Radio Bob ist das Nachfolgeprogramm von SkyRadio Hessen. Der Neustart wurde eingeleitet, nachdem die Kieler Regiocast-Gruppe als Gesellschafter bei SkyRadio Hessen eingestiegen war.
Radio Bob gehört zu 100 Prozent zur Radioholding Regiocast. Seit August 2011 wird das Programm digital im Standard DAB+ bundesweit verbreitet.
Zum 2. Mai 2016 bekam der Sender ein Schwesterprogramm in Schleswig-Holstein, welches dort Radio NORA ersetzte. Bereits vorher wurden Teile des hessischen Programms in Kiel produziert, z. B. die Morgensendungen, und durch Werbung mit Regionalbezug ergänzt.

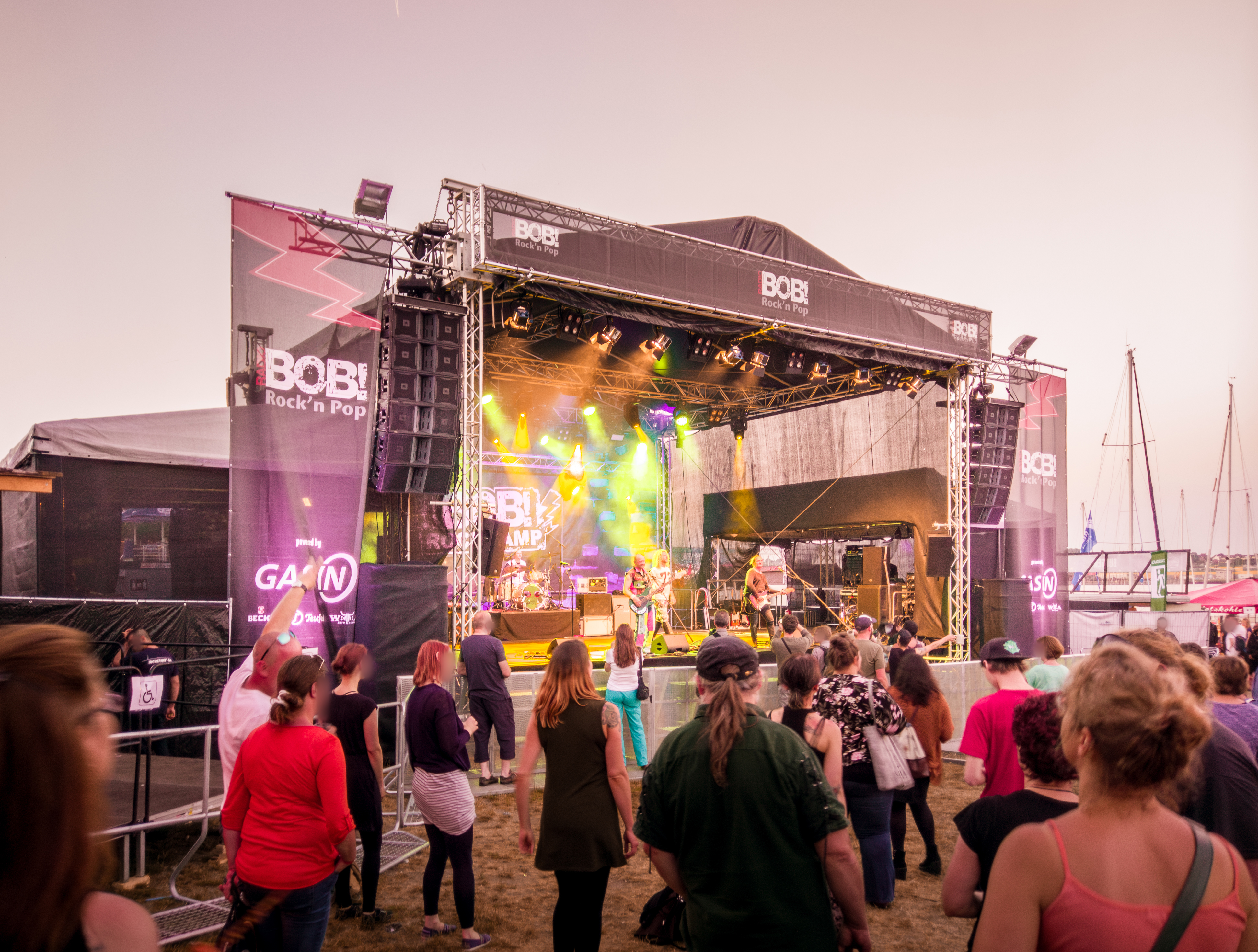
Radio-Bob-Bühne

Station-Voice von Radio Bob ist der Synchronsprecher David Nathan.
Am 13. Januar 2025 kündigte der Sender den Start des Ablegers Radio Bob rockt NRW an. Es ist der zweite Regional-Ableger nach Radio Bob rockt Schleswig-Holstein.

## Programm

### Musik und Zielgruppe
Das Musikformat ist nach Angaben des Senders ein rockorientiertes Erwachsenenprogramm (AC), das sich an die Kernzielgruppe der ab 30-Jährigen („Ü30“) richtet. Kerninterpreten sind die großen Rockgruppen der 1970er- und 1980er-Jahre wie AC/DC, The Rolling Stones, Metallica, Led Zeppelin, die um aktuelle Interpreten wie Rise Against oder Volbeat ergänzt werden. Der erste gespielte Titel beim Sendestart war Hells Bells von AC/DC. Ebenso wird täglich um 12 bzw. 24 Uhr das Geläut des Titels angespielt, dem ein Song der Gruppe AC/DC folgt. Täglich werden mehrere musikalische Beiträge gesendet.

### Programminhalte
Teile des Bob-Programms sind automatisiert; so werden im Regelfall ab 18 Uhr sowie am Wochenende aufgezeichnete Moderationen gesendet. Montags bis freitags sowie sonntags gestaltet ab 20 Uhr der US-amerikanische Rockmusiker Alice Cooper eine Stunde lang seine Alice Cooper Show. Mittwochs ab 21 Uhr moderiert der Edguy-Frontmann und Avantasia-Gründer Tobias Sammet eine dreistündige Sendung. Außerdem haben Künstler wie The BossHoss, Fury in the Slaughterhouse, Saltatio Mortis, Deep Purple und die Emil Bulls eigene Sendungen im Programm.
Die Nachrichten werden stündlich – vormittags auch halbstündlich – gesendet und z. T. von Regiocast zugeliefert. Abends und nachts entfällt der Verkehrsfunk. Im national via DAB+ verbreiteten Programm sind ebenfalls keine Verkehrsmeldungen enthalten.
Über die Website und die eigene MyBob-App bietet der Sender über 50 unterschiedliche Programme in Form von Streams sowie diverse Podcasts an. Viele davon sind sogenannte Bob Original Podcasts mit exklusiven Inhalten von Bands wie Saltatio Mortis und Emil Bulls, aber auch Info-Podcasts über bestimmte Bands aus dem Musikportfolio des Senders wie die Rolling Stones, Rammstein oder auch Queen.
Im Jahr 2023 produzierte der Sender zusammen mit der Band Fury in the Slaughterhouse auch den ersten Live-Podcast, bei dem die Band Fragen beantwortete und einige Songs live spielte.

### Hörerbeteiligung und Spiele
Auf sämtlichen Ausspielwegen sind die Hörer in das laufende Programm eingebunden und haben die Möglichkeit, die Musik des Senders mitzugestalten. Auch gibt es verschiedene Gewinnspiele, bei denen Fragen über Pop und Rock gestellt werden. Zu gewinnen gibt es CDs oder Konzerttickets, darunter für das Wacken Open Air, Vainstream Rockfest oder für das Open Flair in Eschwege, bei denen Radio Bob als Sponsorpartner dabei ist.

### Verbreitung
Radio Bob kann in Hessen auf 24 UKW-Frequenzen sowie bundesweit über DAB+ und Streaming empfangen werden. Der technische Betrieb der UKW-Verbreitung erfolgt über den Düsseldorfer Dienstleister Uplink Network. Im Zuge des UKW-Ausstiegs in Schleswig-Holstein wurden die meisten der 18 UKW-Frequenzen am 9. April 2025 gegen 23:50 Uhr MESZ abgeschaltet, Lauenburg erst am Folgetag.
Auf seiner Website und in seiner App bietet der Sender mehr als 50 Livestreams an, unterteilt nach Musikrichtungen (u. a. Southern Rock, Kuschelrock, Mittelalter-Rock) oder besonders populären Bands wie Metallica, Queen oder AC/DC.

## Moderatoren
- Lara Bahnsen
- Alice Cooper
- Rik De Lisle
- André Dostal
- Emil Bulls
- Natascha (Taki) Knackstedt
- Ingo Knollmann[14]
- Nina Loges
- Saltatio Mortis
- Tobias Sammet
- Saskia Schenk
- Andreas Schmidt
- Carsten Weyers
- Benjamin Zinke[15]